# Cryptorhopalum convexum
Cryptorhopalum convexum là một loài bọ cánh cứng trong họ Dermestidae. Loài này được Pic mô tả khoa học năm 1927.